# Trò chơi năm 1983
Trang này liệt kê các board game,  card game, wargame, miniatures game, và trò chơi nhập vai tabletop xuất bản năm 1983.  Đối với trò chơi điện tử, xem Trò chơi điện tử năm 1983.

## Trò chơi được phát hành hoặc phát minh năm1983
- Ambush!
- B-17, Queen of the Skies
- Stalking the Night Fantastic (trò chơi nhập vai)
- Calamity
- Dampfross
- Empires in Arms
- File 13
- James Bond 007: Role-Playing In Her Majesty's Secret Service
- Lost Worlds
- Mercenaries, Spies and Private Eyes (trò chơi nhập vai)
- Palladium Fantasy Role-Playing Game
- Scotland Yard
- Superworld (trò chơi nhập vai)
- Valley of the Pharaohs (trò chơi nhập vai)

## Giải thưởng trò chơi được trao năm 1983
- Spiel des Jahres: Scotland Yard

## Sự kiện lớn liên quan đến trò chơi năm 1983
- Decipher, Inc. được thành lập.